# Lucie Nix
 Lucie Nix geborene Glass  (* 4. Mai 1916; † 15. September 1991) war eine deutsche Widerstandskämpferin gegen den Nationalsozialismus (Rote Kapelle und Saefkow-Jacob-Bästlein-Organisation). Sie beherbergte und versorgte 1944 mit ihrem Vater Walter Glass und ihrer Schwester Vera Wulff den geflohenen Bernhard Bästlein und hatte Kontakt zu Franz Jacob.

## Leben
Die Familie Glass hatte eine Wohnung in Berlin-Schöneberg. Wegen der häufigen Luftangriffe haben sie ein Angebot von Freundinnen – die Geschwister Hanna Döring und Bertha Döring (nach 1945 Professor Bertha Stocker) – angenommen, in deren leerstehende Wohnung in Zehlendorf, Berliner Straße 18, zu ziehen. Zu den Bekannten der Familie Glass gehörten: Willy Schürmann-Horster (hingerichtet 1943), dessen Frau Claire.
Lucie und ihre Schwester Vera besuchten etwa fünf Jahre lang ein Berliner Abendgymnasium, mit dem Ziel, das Abitur zu machen.
Der Bühnenbildner Quedenfeld, der angeblich bei der Gestapo im Rheinland Selbstmord begangen haben soll, die Schwestern Döring und der Kommunist Otto Marquardt, der im Rüstungsministerium Beschäftigung gefunden hatte, waren ihre Kampfgefährten. Als Studentin beherbergte und versorgte sie 1944 mit ihrem Vater Walter Glass und ihrer Schwester Vera Wulff den geflohenen Bernhard Bästlein und hatten Kontakt zu Franz Jacob.
Ihre Festnahme erfolgte am 5. Juli 1944. Ein Volksgerichtshofs-„Urteil“ folgte am 1. November 1944 zu vier Jahren Zuchthaus.